# Open d'Orleans 2008
L'Open d'Orleans 2008 è stato un torneo di tennis facente parte della categoria ATP Challenger Series nell'ambito dell'ATP Challenger Series 2008. Il torneo si è giocato a Orléans in Francia dall'8 al 14 settembre 2008 su campi in cemento e aveva un montepremi di €106 500+H.

## Vincitori

### Singolare
Nicolas Mahut ha battuto in finale  Christophe Rochus con il punteggio di 5–7, 6–1, 7–6(2).

### Doppio
Serhij Stachovs'kyj /  Lovro Zovko hanno battuto in finale  Jean-Claude Scherrer /  Igor Zelenay con il punteggio di 7–6(7), 6–4.